# John Kirby (abogado)
John Joseph Kirby Jr. (Falls Church, Virginia; 22 de octubre de 1939-2 de octubre de 2019) fue un abogado estadounidense, conocido por su exitosa defensa de Nintendo contra Universal Studios sobre los derechos de autor del personaje de Donkey Kong en 1984, por la cual Nintendo nombró posteriormente al personaje de Kirby en su honor.

## Primeros años y educación
Kirby Nació en Falls Church, en el estado de Virginia, el 22 de octubre de 1939, hijo de John Joseph Kirby, un abogado que trabajó para gobierno federal durante más de 40 años; y Rose L. Mangan Kirby, una trabajadora del hogar. Tenía dos hermanos, Peter Kirby y Michael Kirby; y dos hermanas Lisa Greissing y Cecelia Wrasse.
Kirby se graduó de la Universidad de Fordham en 1961, donde ejerció como presidente de la delegación de estudiantes y recibió una beca Rhodes, gracias a la cual pudo realizar un grado universitario y un máster en el Merton College en la Universidad de Oxford. Posteriormente realizó su doctorado de la Universidad de Virginia en 1966.

## Carrera profesional
Durante su juventud, Kirby trabajó en el Departamento de Justicia de los Estados Unidos como asistente especial del jefe de la División de Derechos Civiles, John Doar, durante el apogeo del movimiento por los derechos civiles en la década de 1960. En el Departamento de Justicia, donde ejerció por primera vez como trabajador en prácticas en verano, reunió registros de votación en todo el sur de los EE. UU. que evidenciaban una tendencia hacia la discriminación generalizada contra los afroamericanos. Su descubrimiento de la existencia de métodos como las pruebas de alfabetización diseñadas específicamente para excluir a los afroamericanos del voto ayudó a formar la base de la Ley de Derechos Electorales de 1965. Durante su paso por la División de Derechos Civiles, también se dedicó a escoltar personalmente a niños afroamericanos a escuelas segregadas, rodeado de alguaciles federales. Más tarde, fue nombrado subdirector de la Comisión del Presidente sobre los Disturbios en el Campus, fundada a raíz de los asesinatos de cuatro estudiantes en la Universidad Estatal de Kent. 
Kirby finalmente dejó el Departamento de Justicia y entró a trabajar en el sector privado. Trabajó en casos que se expusieron ante la Corte Suprema de los EE. UU. y desempeñó el cargo de presidente del histórico bufete de abogados de Wall Street Mudge Rose Guthrie Alexander &amp; Ferdon. Después de la disolución de Mudge Rose en 1995, se unió a la firma de abogados internacional Latham &amp; Watkins LLP, donde presidiría su Departamento de Litigios de Nueva York hasta 2004 y ejercería como jefe del Grupo de Práctica de Tecnología y Propiedad Intelectual de la oficina de Nueva York hasta 2007. Durante su carrera de cuatro décadas, Kirby representó a varias grandes empresas notables en disputas legales, entre las que se encuentran PepsiCo., General Foods y Warner-Lambert.
El caso más conocido de Kirby fue el de Caso Universal City Studios contra Nintendo (1984), del cual se encargó como socio de Mudge Rose. En este proceso, Kirby defendió a Nintendo contra una denuncia interpuesta por Universal Studios en torno al videojuego Donkey Kong, el cual, según Universal, hacía uso sin licencia del personaje principal de su película King Kong. Kirby ganó el caso en una victoria histórica para Nintendo, al presentar evidencia de que Universal había ganado previamente una batalla legal contra RKO que decía que la historia y los personajes de King Kong eran de dominio público; por lo tanto, Universal no tenía ningún derecho legal a reclamar la propiedad de los personajes y el escenario básico (un hombre rescatando a una mujer de un gran simio) cuando el estudio originalmente amenazó con emprender acciones legales contra Nintendo. Gracias a esta defensa, Kirby fue considerado como el "salvador de Nintendo" durante su expansión inicial en el mercado estadounidense de los videojuegos.
En agradecimiento por haber ayudado a la empresa, Nintendo regaló un velero de 30.000 $ a Kirby bautizado como Donkey Kong junto con "derechos exclusivos en todo el mundo para usar este nombre en veleros". Shigeru Miyamoto también declaró que el nombre del personaje de Nintendo Kirby fue elegido en honor a Kirby. Se rumorea que una copia del juego Kirby's Dream Land finalmente fue enviada a Kirby, quien se sintió complacido y halagado.

## Vida privada
Kirby se casó con Susan Cullman, hija de Edgar M. Cullman. Tuvo tres hijos de un matrimonio anterior y una hijastra.
Kirby murió el 2 de octubre de 2019 debido a complicaciones de un síndrome mielodisplásico, 20 días antes de cumplir 80 años.